# Luis I de Étampes
Luis de Évreux, conde de Étampes (1336-6 de mayo de 1400), fue un príncipe francés de la segunda mitad del siglo XIV. Era el hijo de Carlos de Évreux y de María de Lara.
Según Froissart fue capturado en Poitiers y fue rescatado a cambio de dinero. Más tarde sirvió como uno de los rehenes reales entregados a Eduardo III de Inglaterra para garantizar el tratado de Brétigny.
Se casó con Jeanne (m. 1389), hija de Raúl I de Brienne, conde de Eu y viuda de Gualterio VI de Brienne, pero no tuvieron hijos. A su muerte, sus posesiones volvieron a la corona.
| Predecesor: Carlos | Conde de Étampes 1336-1381 | Sucesor: Luis            |
| Predecesor: —      | Conde de Gien ?-1400       | Sucesor: al dominio real |

- Datos: Q936914